# Erik Tobias Sandberg
Erik Tobias Sandberg (Lillestrøm, 2000. február 27. –) norvég korosztályos válogatott labdarúgó, a Jerv hátvédje.

## Pályafutása

### Klubcsapatokban
Sandberg a norvégiai Lillestrøm városában született. Az ifjúsági pályafutását a helyi Lillestrøm akadémiájánál kezdte. 
2016-ban mutatkozott be a Lillestrøm felnőtt csapatában. Először a 2017. október 30-ai, Aalesund elleni mérkőzésen Frode Kippe cseréjeként a 89. percben lépett pályára. A 2019-es szezonban kölcsönjátékosként a másodosztályú Skeid csapatát erősítette. 2021. május 10-én egyéves kölcsönszerződést kötött a Jerv együttesével. A 2021-es szezonban 30 mérkőzésen elért 1 góljával is hozzájárult a klub első osztályba való feljutásában. 2022. január 8-án a Jerv a lehetőséggel élve a klubhoz igazoltatta Sandberget.

### A válogatottban
2019-ben mutatkozott be a norvég U19-es válogatottban. Sandberg a 2019. február 27-ei, Dánia elleni barátságos mérkőzésen debütált.

## Statisztikák
2022. szeptember 18. szerint
| Klub               | Szezon   | Osztály     | Bajnokság | Bajnokság | Kupa  | Kupa | Nemzetközi | Nemzetközi | Összesen | Összesen |
| Klub               | Szezon   | Osztály     | Meccs     | Gól       | Meccs | Gól  | Meccs      | Gól        | Meccs    | Gól      |
| ------------------ | -------- | ----------- | --------- | --------- | ----- | ---- | ---------- | ---------- | -------- | -------- |
| Lillestrøm         | 2017     | Eliteserien | 1         | 0         | 0     | 0    | 0          | 0          | 1        | 0        |
| Lillestrøm         | 2018     | Eliteserien | 4         | 0         | 3     | 1    | 0          | 0          | 7        | 1        |
| Lillestrøm         | Összesen | Összesen    | 5         | 0         | 3     | 1    | 0          | 0          | 8        | 1        |
| Skeid (kölcsönben) | 2019     | OBOS-ligaen | 4         | 0         | 0     | 0    | —          | —          | 4        | 0        |
| Jerv (kölcsönben)  | 2021     | OBOS-ligaen | 30        | 1         | 0     | 0    | —          | —          | 30       | 1        |
| Jerv               | 2022     | Eliteserien | 21        | 0         | 2     | 2    | —          | —          | 23       | 2        |
| Jerv               | Összesen | Összesen    | 51        | 1         | 2     | 2    | 0          | 0          | 53       | 3        |
| Összesen           | Összesen | Összesen    | 60        | 1         | 5     | 3    | 0          | 0          | 65       | 4        |

## Sikerei, díjai
Lillestrøm
- Norvég Kupa
  - Győztes (1): 2017

Jerv
- OBOS-ligaen
  - Feljutó (1): 2021

## Fordítás
Ez a szócikk részben vagy egészben  az   Erik Tobias Sandberg című angol Wikipédia-szócikk fordításán alapul.  Az eredeti cikk szerkesztőit annak laptörténete sorolja fel. Ez a jelzés csupán a megfogalmazás eredetét és a szerzői jogokat jelzi, nem szolgál a cikkben szereplő információk forrásmegjelöléseként.